# John Mahoney (calciatore)
John Francis Mahoney (Cardiff, 20 settembre 1946) è un allenatore di calcio ed ex calciatore gallese, di origini irlandesi, di ruolo centrocampista.

## Carriera

### Club
Mahoney inizia la carriera nell'Ashton Utd per poi passare nel 1965 al Crewe Alexandra, con cui gioca in quarta divisione prima di essere ingaggiato dallo Stoke City nel corso della stagione 1966-1967. Con i biancorossi ha vinto la Football League Cup 1971-1972, battendo in finale il Chelsea. Grazie al quinto posto ottenuto nella stagione 1973-1974, miglior piazzamento ottenuto da Farmer con lo Stoke, poté giocare nella Coppa UEFA 1974-1975 da cui fu eliminato con i suoi ai trentaduesimi di finale dagli olandesi dell'Ajax.
Nell'estate 1967 con lo Stoke City disputò il campionato statunitense organizzato dalla United Soccer Association: accadde infatti che tale campionato fu disputato da formazioni europee e sudamericane per conto delle franchigie ufficialmente iscritte al campionato, che per ragioni di tempo non avevano potuto allestire le proprie squadre. Lo Stoke City rappresentò i Cleveland Stokers, e chiuse al secondo posto nella Eastern Division, non qualificandosi per la finale del torneo.

### Nazionale
Ha disputato 51 partite segnando un goal nel successo esterno per 2-1 del 16 aprile 1975 contro l'Ungheria realizzando il provvisorio 1-1.

## Palmarès

### Giocatore

#### Competizioni nazionali
- Coppa di Lega inglese: 1

Stoke City: 1971-1972